# Porsche 928
Der Porsche 928 ist ein Sportwagen, den Porsche von 1977 bis 1995 produzierte. Er ist ein Gran-Turismo-Wagen mit V8-Frontmotor und Hinterradantrieb. Getriebe und Differential liegen in einem gemeinsamen Gehäuse an der Hinterachse (Transaxle).
Der 928 war das Spitzenmodell von Porsche, das Anfang der 1980er-Jahre den Porsche 911 ablösen sollte.

## Allgemeines
Anfang der 1970er-Jahre begannen bei Porsche die Entwicklungsarbeiten an einem neuen Modell, das sich vom Porsche 911 gründlich unterschied. Statt eines luftgekühlten Motors im Heck war ein wassergekühlter Achtzylinder-Frontmotor vorgesehen. Das Getriebe saß an der angetriebenen Hinterachse. Dies sorgte für eine günstige Achslastverteilung und wurde auch beim Porsche 924 und später beim Porsche 944 sowie dessen Nachfolger Porsche 968 angewendet. Die Form der Karosserie gestalteten Anatole Lapine und Wolfgang Möbius.
Der Motor mit 4,5 Liter Hubraum leistete 176 kW (240 PS). Er war eine Neuentwicklung, für die es auch in Rennwagen von Porsche kein Vorbild gab. Block und Zylinderköpfe des V-Motors mit 90 Grad Zylinderbankwinkel waren aus einer Aluminium-Silicium-Legierung. Der Motor hatte keine Laufbuchsen, die mit Eisen beschichteten Kolben liefen direkt auf der Leichtmetall-Zylinderlauffläche. Die Hubzapfen der Kurbelwelle lagen nicht in einer Ebene („Crossplane“). Ein Zahnriemen trieb eine obenliegende Nockenwelle pro Zylinderreihe an. Die beiden parallel hängenden Ventile wurden über Tassenstößel betätigt, die Brennräume waren keilförmig. Später gab es auch Vierventilmotoren mit vier obenliegenden Nockenwellen (928 S4). Die Zweischeibenkupplung saß am Motor, die Kraft wurde über eine gelenklose, mit Motordrehzahl rotierende Welle zum vor der Hinterachse eingebauten Getriebe übertragen. Motor und Getriebe waren mit einem starren Hüllrohr verbunden, in dem die Welle lief. Diese Konstruktion unterschied sich wesentlich von jener der zeitgenössischen Transaxle-Modelle von Alfa Romeo mit Giubo-Kupplungen (Hardyscheiben) an der Gelenkwelle. Die starre Koppelung von Motor und Getriebe hatte den Vorteil, dass das Schaltgestänge daran präzise geführt werden konnte und der gesamte Antriebsstrang mitsamt der daran befestigten Auspuffanlage eine schwingungstechnische Einheit bildete, die vibrationsisoliert mit dem Fahrzeug verbunden werden konnte, was den Geräuschkomfort verbesserte. Das Getriebe lag beim 928 vor der Hinterachse und nicht wie beim 924 und dessen Derivaten dahinter unter dem Kofferraumboden.
Bei der Fahrwerksentwicklung wurde mit der neu entwickelten Hinterachse bestehend aus einem unteren Trapezlenker und einer oberen Querstütze (Stablenker) Wert auf die Verbesserung des Lastwechselverhaltens gelegt. Der Übersteuertendenz bei Gaswegnahme in der Kurve wurde durch Spurwinkeländerungen in Richtung Vorspur entgegengewirkt. Dies wurde durch die Auslegung der Gummilager des Trapezlenkers erreicht. Diese Achse wurde auch als „Weissach-Achse“ bekannt. Die Bezeichnung der Achse leitet sich nicht vom Weissacher Entwicklungszentrum ab, sondern steht für Winkel einstellende, selbststabilisierende Ausgleichs-Charakteristik.
Die Form des 928 unterschied sich von den vorherigen Porsche-Modellen. Charakteristische Merkmale des Wagens sind die runden Klappscheinwerfer und die stark gerundete kollisionselastische Heckpartie. Die Form des 928 war bei seiner Einführung 1977 modern und erwies sich über die gesamte Dauer seiner Bauzeit als zeitlos, sodass der Wagen bis zum Ende der Produktion 1995 nahezu unverändert gebaut wurde.
Bei der Präsentation des 928 polarisierte die Formgebung: Einige Beobachter lobten die Klarheit der Linien, andere empfanden sie als „terroristisch“. Besondere Merkmale waren die hinten eingezogene C-Säule und die gewölbten hinteren Seitenscheiben. Dabei griffen die Porsche-Designer eine Idee auf, die zum ersten Mal Richard Teague 1975 beim AMC Pacer verwirklicht hatte. Das Design des 928 war einflussreich. Es diente in den folgenden Jahren unterschiedlichen Herstellern als Inspiration für eigene Modelle. Zu ihnen gehörte der Zagato Zeta 6 (1983) und der Rayton Fissore Gold Shadow.

## Modellentwicklung

### 928 (1977–1982)

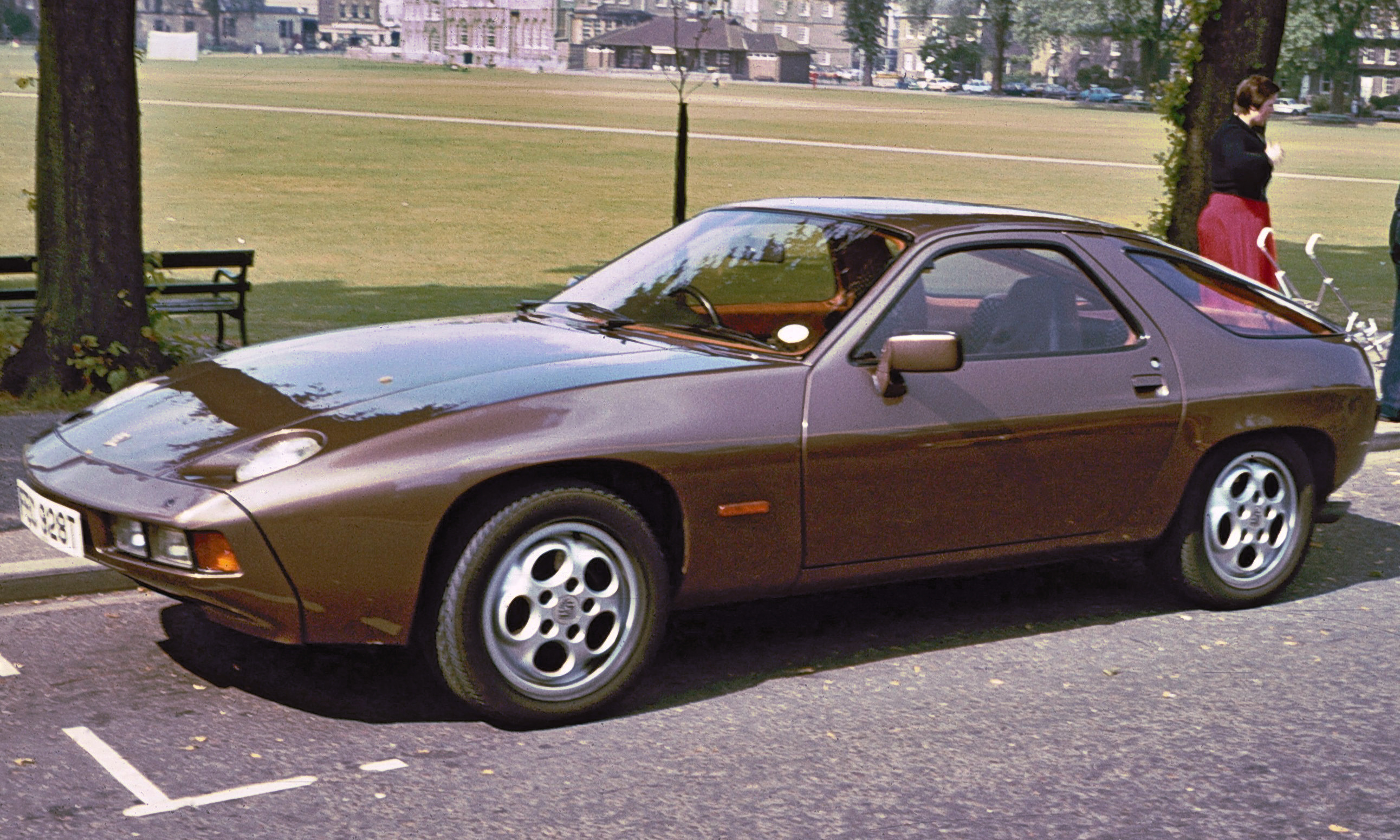
Der Porsche 928 mit Rädern im „Telefonwählscheibendesign“

Der Porsche 928 wurde im März 1977 auf dem Genfer Auto-Salon als „Der große neue Sportwagen von Porsche“ vorgestellt.
Die Karosserie war auf Leichtbau ausgelegt, um das Gewicht des Wagens trotz der umfangreichen Ausstattung möglichst gering zu halten. Dazu wurden die Türen, Kotflügel und die Motorhaube aus Aluminium gefertigt. Der 928 war deutlich länger, breiter und flacher als der damalige 911. Die Stoßstangen waren in die Karosserie integriert und bestanden aus einem Metallprofil für die Stoßaufnahme und einer strömungsgünstigen Front- und Heckschürze. Die Klappscheinwerfer wurden in Ruhestellung nach hinten in die Kotflügel versenkt.
Der Achtzylinder-V-Motor mit einem Hubraum von 4474 cm³ (4,5 Liter) leistete 176 kW (240 PS) bei einer Drehzahl von 5500/min. Der einzige stärkere Porsche war der 911 Turbo, der zu dieser Zeit 191 kW (260 PS) bot. Als Benzineinspritzung wurde eine mechanische K-Jetronic von Bosch eingesetzt. Der 928 konnte mit einem Fünfgang-Schaltgetriebe oder mit einem von Mercedes-Benz zugelieferten Dreigang-Automatikgetriebe bestellt werden. Serienmäßig hatte der Wagen 15’’- oder 16’’-Leichtmetall-Lochscheibenräder in einer gelegentlich als „Telefonwählscheibendesign“ bezeichneten Gestaltung.
Das Fahrzeug war luxuriöser ausgestattet als andere Porsche vorher, so etwa beispielsweise mit einer Reinigungsmittel-Dosierpumpe für die Scheibenwaschanlage oder einer als Extra erhältlichen Klimaanlage, die außer dem Innenraum auch das Handschuhfach kühlen konnte.

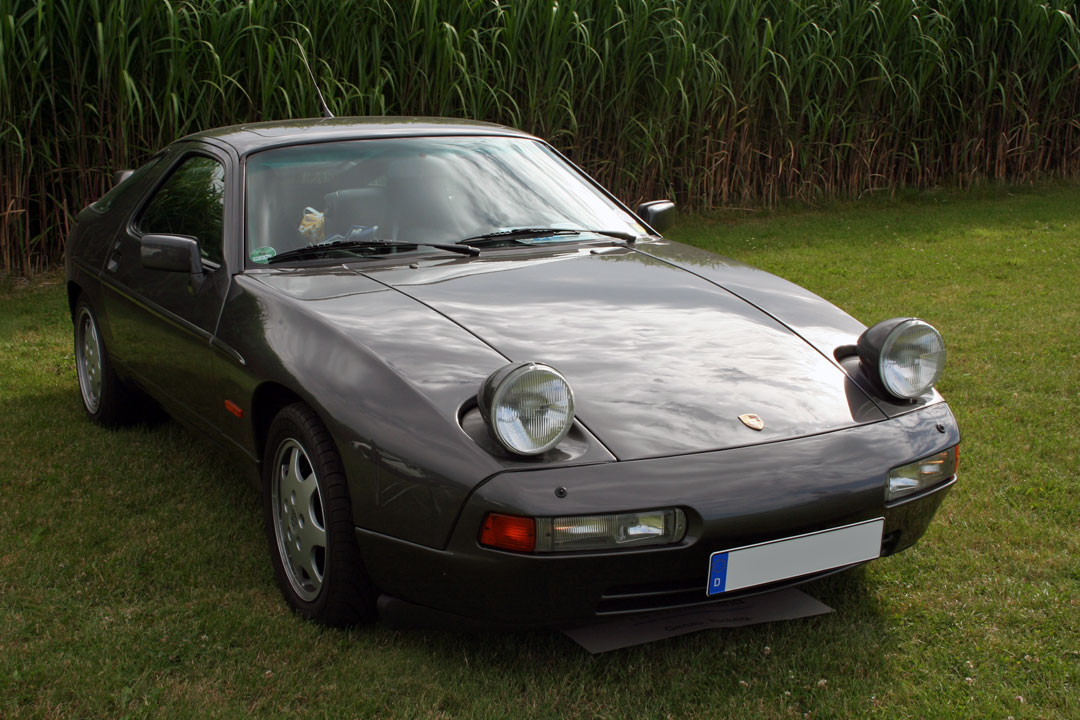
Aufgestellte Scheinwerfer bei einem Porsche 928 S4

Der ab Herbst 1977 ausgelieferte Sportwagen gewann wegen seines fortschrittlichen Designs und seiner Ausstattung bei seiner Einführung viele Auszeichnungen. Die Leser der Stuttgarter Autozeitschrift mot wählten ihn zum vernünftigsten Sportwagen des Jahres und auf der British Motor Show in Birmingham wurde ihm eine Goldmedaille vom Institute of British Carriage and Automobile Manufacturers verliehen, das alle Sportwagen in den Disziplinen Design, Qualität und Komfort bewertete. 1978 wurde er als erster Sportwagen überhaupt durch eine internationale Jury von Journalisten zum europäischen Auto des Jahres gewählt.
Die Exemplare des Jahrgangs 1979 erfuhren kaum Veränderungen gegenüber den Modellen des Vorjahres, außer dass es mittlerweile ein elektrisch betätigtes Schiebedach, elektrisch verstellbare Sitze und in Wagenfarbe lackierte seitliche Rammschutzleisten gab. Neu waren die seitlichen Blinker an den Vorderkotflügeln.
Der 928 blieb 1980 zwar äußerlich unverändert, aber sein Motor wurde von Normalbenzin auf Superbenzin umgestellt. „Unser Ziel ist es, den Beweis dafür zu erbringen, dass man auch mit einem großvolumigen Achtzylindermotor auf vernünftige Verbrauchswerte kommen kann“, sagte der damalige Technikvorstand Helmuth Bott und hob das nun höhere Verdichtungsverhältnis hervor. Durch diese Maßnahme konnte der Kraftstoffverbrauch um etwa 25 % reduziert werden.

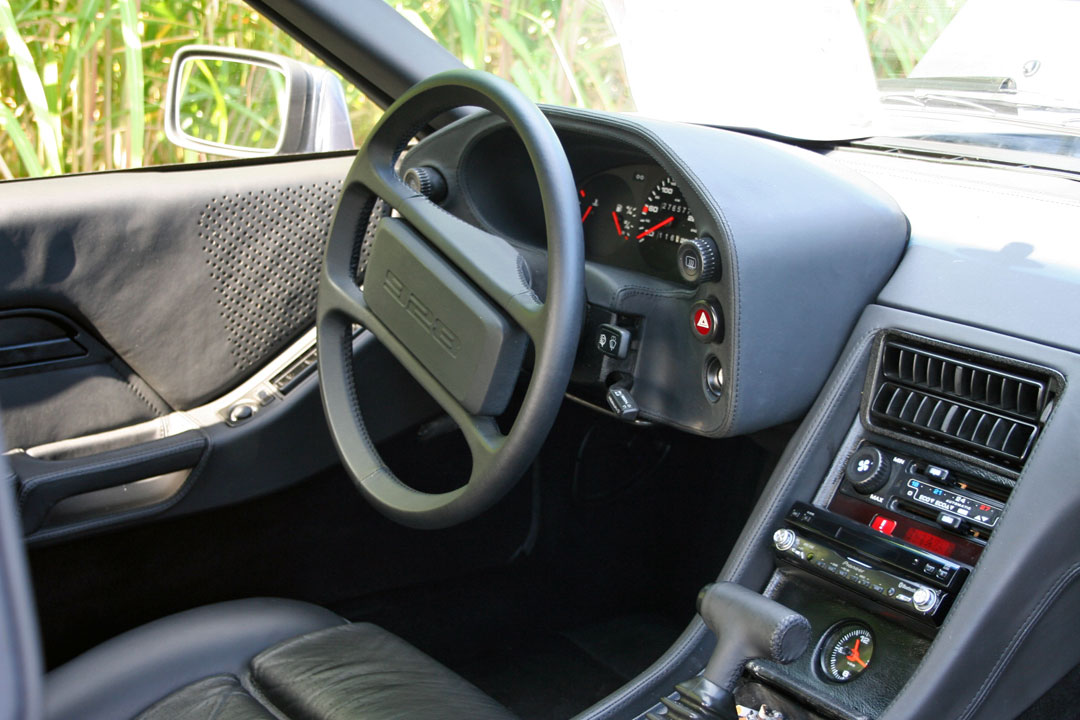
Das Cockpit des 928 und 928 S von 1981

Der 928 sollte nach den Vorstellungen des damaligen Porsche-Vorstandsvorsitzenden Ernst Fuhrmann zu Beginn der 1980er Jahre den 911 ablösen. Dieses Ziel wurde nicht erreicht, da der 928 eher als Gran Turismo im ursprünglichen Sinne des Begriffs denn als ein klassischer Sportwagen gelten konnte. Er war größer und schwerer als der 911. Auch wenn der 928 bei der Markteinführung seiner Zeit technisch sehr weit voraus war und das in vielen Belangen bessere Auto gewesen sein mag, konnte er sich nicht gegen den 911 durchsetzen. Bei allen Vorzügen, die der 928 zu bieten hatte, schworen die meisten Porsche-Kunden weiterhin auf den 911, obwohl (oder gerade weil) dieser wegen seiner ausgeprägten Neigung zum Übersteuern im Vergleich zum komfortorientierten und ausgeglichenen 928 am Limit wesentlich schwieriger zu beherrschen war. Dem 928 kam daher immer die Rolle des schnellen und komfortablen Reisewagens zu, während der 911 die Position des reinen Sportwagens mit Rennsport-Eigenschaften besetzte. Infolge der erfolglosen Modellpolitik wurde Ernst Fuhrmann durch Peter W. Schutz zum Ende des Jahres 1980 als Vorstandsvorsitzender abgelöst.
Im Jahre 1981 wurde der Innenraum des Fahrzeugs aufgewertet. Dazu gehörten beispielsweise eine Benzinverbrauchsanzeige, ein Kassettenfach und eine zusätzliche Ablage links unter der Armaturentafel. Der 928 hatte nun ebenfalls das Vierspeichenlenkrad des ein Jahr zuvor eingeführten 928 S.
1982 wurde die Produktion des Porsche 928 eingestellt und nur noch der 928 S weiter produziert.

### 928 S (1980–1986)

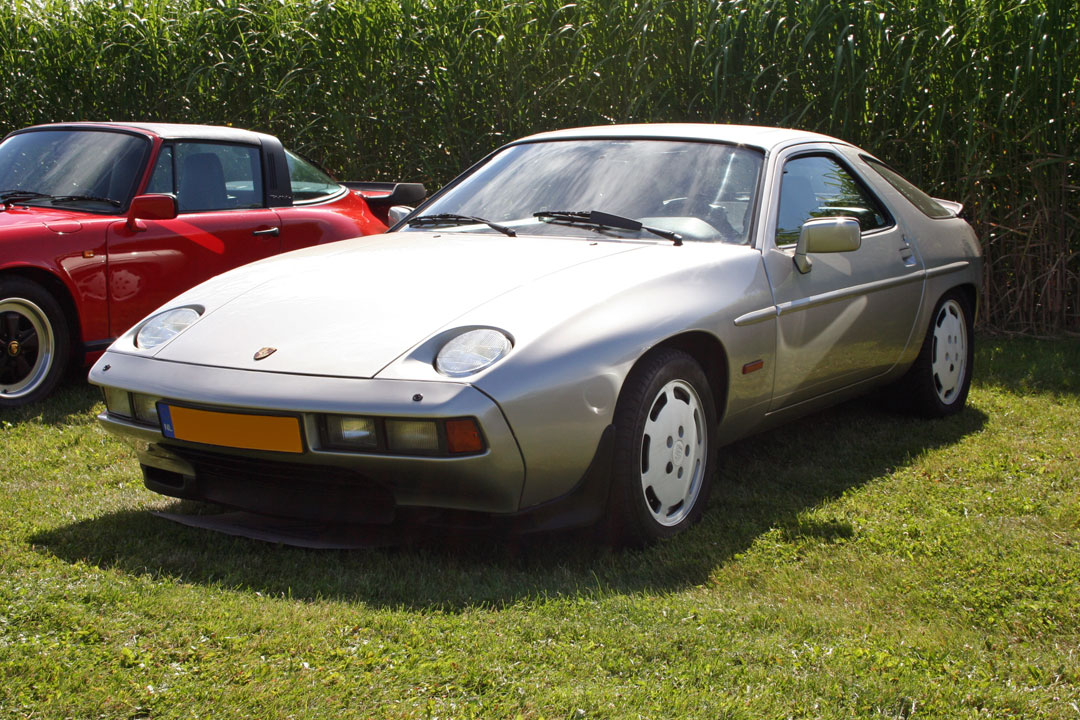
Der Porsche 928 S

Zum Modelljahr 1980 erhielt der 928 ein stärkeres Parallelmodell, das im September 1979 auf der IAA in Frankfurt gezeigt worden war. Der 928 S hatte einen leistungsstärkeren Motor, der aus 4664 cm³ Hubraum eine max. Leistung von 221 kW (300 PS) lieferte. Erreicht wurde dieser Leistungszuwachs durch den größeren Hubraum und eine höhere Verdichtung von 10:1, weshalb der Wagen mit Superkraftstoff betankt werden musste.
Mit dieser Motorisierung erreichte das Fahrzeug eine Höchstgeschwindigkeit von 250 km/h und beschleunigte aus dem Stand auf 100 km/h in 6,6 Sekunden. Das Fachblatt Auto, Motor und Sport stellte fest: „Auf der Autobahn spielt der große Porsche seine Trümpfe aus“.
Erkennungsmerkmale waren die neu gestalteten Leichtmetallräder, kleine Front- und Heckspoiler zur Verbesserung der Umströmung und der nun auch elektrisch verstellbare Außenspiegel auf der Beifahrerseite.

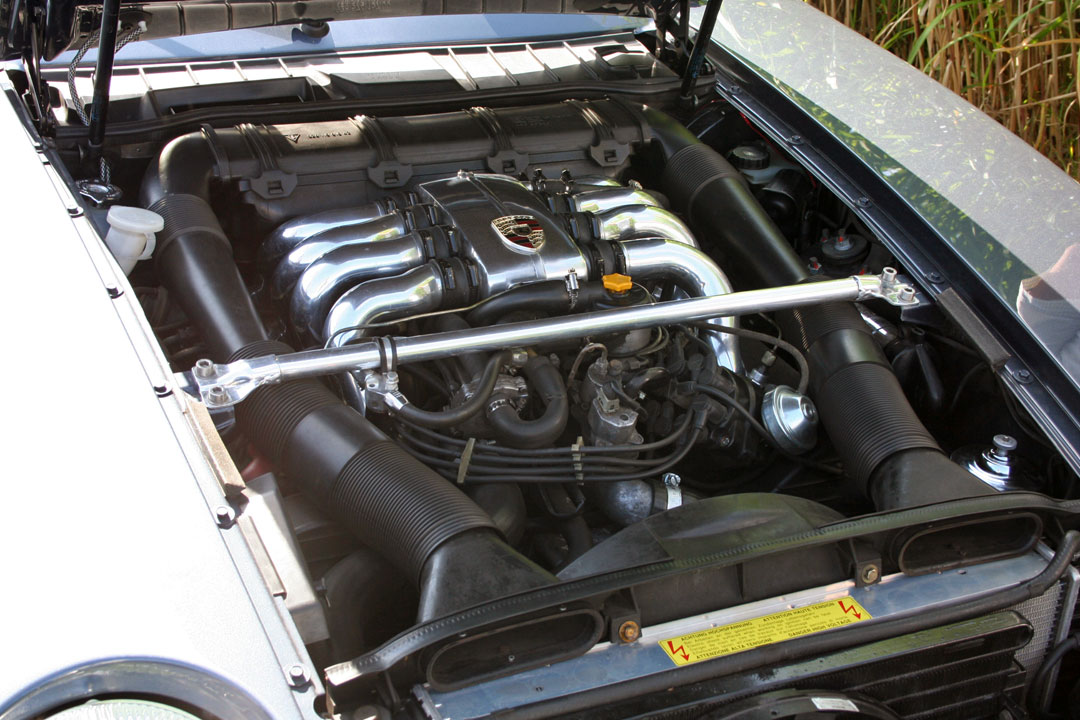
Der V8-Motor des Porsche 928 S

Im deutlichen Mehrpreis gegenüber dem normalen 928 war unter anderem eine Klimaanlage enthalten. Die Innenausstattung wurde 1981 nochmals unter anderem durch serienmäßig elektrisch verstellbare Sitze aufgewertet.
Ab dem Modelljahr 1982 wurde nur noch der 928 S mit gleicher Motorisierung angeboten. Um die Motorgeräusche zu verringern und den Reisekomfort zu steigern, verwendeten die Ingenieure bei Porsche ein neues Hydro-Motorlager zur Reduzierung der Motorschwingungen sowie eine hydraulische Zahnriemenregulierung und -dämpfung.
Die Innenausstattung wurde leicht überarbeitet und die grün getönte Rundumverglasung gehörte zur Serienausstattung. Zur Steigerung der Insassensicherheit wurde eine Windschutzscheibe aus Verbund-Sicherheitsglas eingebaut, in deren Mitte eine 0,5 Millimeter dicke Polyurethan-Folie angebracht war.
Um die Leistungsfähigkeit und Zuverlässigkeit des 928er zu unterstreichen, ließ Porsche 1983 einen serienmäßigen 928 S insgesamt 24 Stunden auf der Hochgeschwindigkeitsstrecke in Nardò fahren. Dieser legte in der Zeit eine Strecke von 6033 Kilometern zurück und erreichte damit eine Durchschnittsgeschwindigkeit von 251,4 km/h.
Im Jahr 1984 wurde die Leistung des 928 S auf 228 kW (310 PS) bei 5900/min angehoben. Das maximale Drehmoment stieg dabei von 385 auf 400 Nm. Die mechanische Bosch-K-Jetronic der vorherigen Modelle wurde durch eine Bosch-LH-Motronic-Einspritzanlage mit Schubabschaltung und elektronischer Kennfeld-Transistorzündung abgelöst, durch die der Kraftstoffverbrauch weiter reduziert werden konnte.

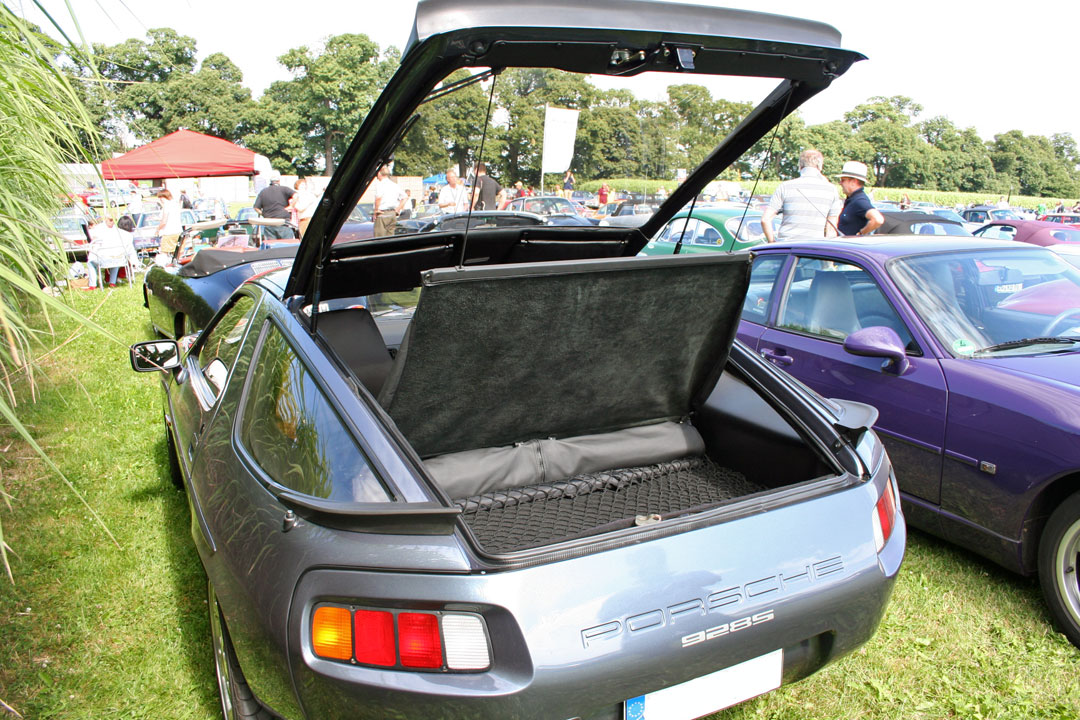
Der geöffnete Kofferraum eines Porsche 928 S

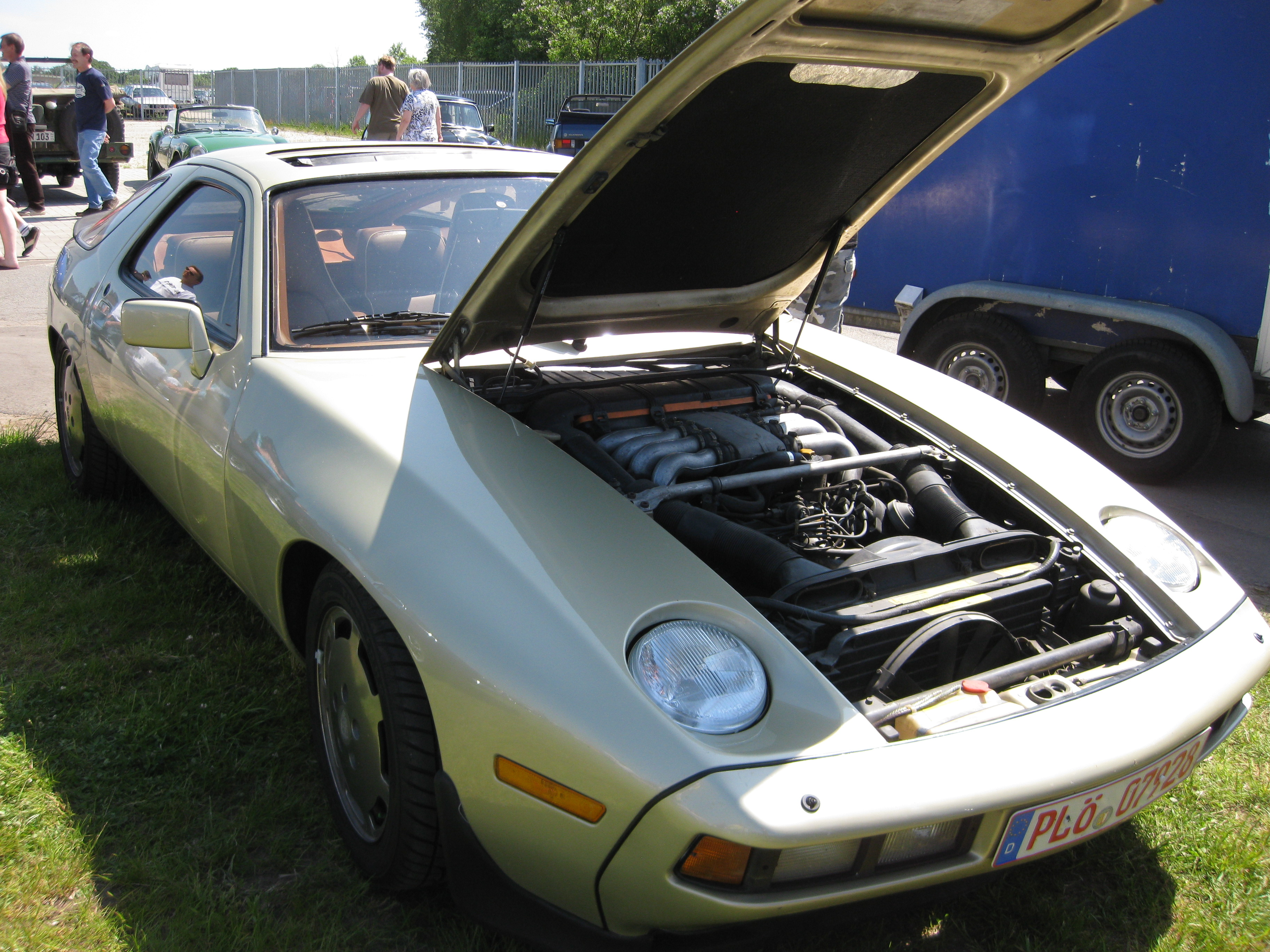
Die geöffnete Motorhaube eines Porsche 928

Dieser Wagen konnte sowohl mit Fünfgang-Schaltgetriebe als auch mit einer neuen Viergangautomatik bestellt werden, die einen Kraftschluss fast wie bei einer mechanischen Kupplung gewährleistete. Dadurch konnten mit dem Automatikgetriebe ähnlich gute Beschleunigungswerte wie mit dem handgeschalteten Getriebe erreicht werden.
Eine sinnvolle Unterstützung beim Bremsen in Gefahrensituationen bot das erstmals bei einem Porsche als Extra erhältliche Antiblockiersystem. Einen weiteren Gewinn an Sicherheit im Winter brachten die beheizten Scheibenwaschdüsen.
Die Käufer eines Porsche 928 S des Modelljahres 1985 erwarben ein Fahrzeug, das weiter an Fahrkomfort gewonnen hatte. So boten zum Beispiel die Sitze mehr Seitenführung und eine verlängerte Auflage für die Oberschenkel sowie zahlreiche elektrische Verstellmöglichkeiten. Die nun direkt am Sitz befestigten Gurtschlösser für die Sicherheitsgurte waren nach Erkenntnissen in der Unfallforschung die beste Lösung. Großen Fahrern bescherten die um 15 Millimeter tiefer gelegten Sitzschienen mehr Kopffreiheit. Neu war ferner die als feiner Draht ins Glas der Frontscheibe integrierte Radioantenne. Auch beim Gangwechsel machten sich Veränderungen bemerkbar. Das Fünfganggetriebe mit geänderter Synchronisierung ließ sich schneller und exakter schalten.
Ab 1986 wurde der 928 S serienmäßig mit ABS ausgeliefert. Außerdem erhielt der Wagen eine neu entwickelte Bremsanlage mit Vierkolben-Festsätteln, die eine noch bessere Bremsleistung erzielte. Für mehr Komfort auf schnellen Reisen sorgte eine leisere Abgasanlage. Diese technischen Verbesserungen unterstrichen das Versprechen des Porsche-Vorstandsvorsitzenden Schutz, der sagte: „Was Porsche baut, muss erste Klasse sein“.
1985 wurde ein Fünfliter-Motor mit Vierventiltechnik eingeführt, mit dem die schärferen Abgasgesetze in den USA besser eingehalten werden konnten. Ab dem Jahr 1986 wurde auch in Deutschland ein Fahrzeug mit einem geregelten Katalysator angeboten. Der Motor dieses Modells basierte auf der bereits in den USA eingeführten Version. Da jedoch in Europa nur bleifreies Normalbenzin flächendeckend verfügbar war, wurde die Verdichtung auf 9,3:1 verringert, so dass der Motor nur 212 kW (288 PS) leistete.
Ende 1986 lief die Produktion des Porsche 928 S nach sechs Jahren Produktionszeit aus, da für das Folgejahr ein neues Modell vorgesehen war.

### 928 S4 (1987–1991)

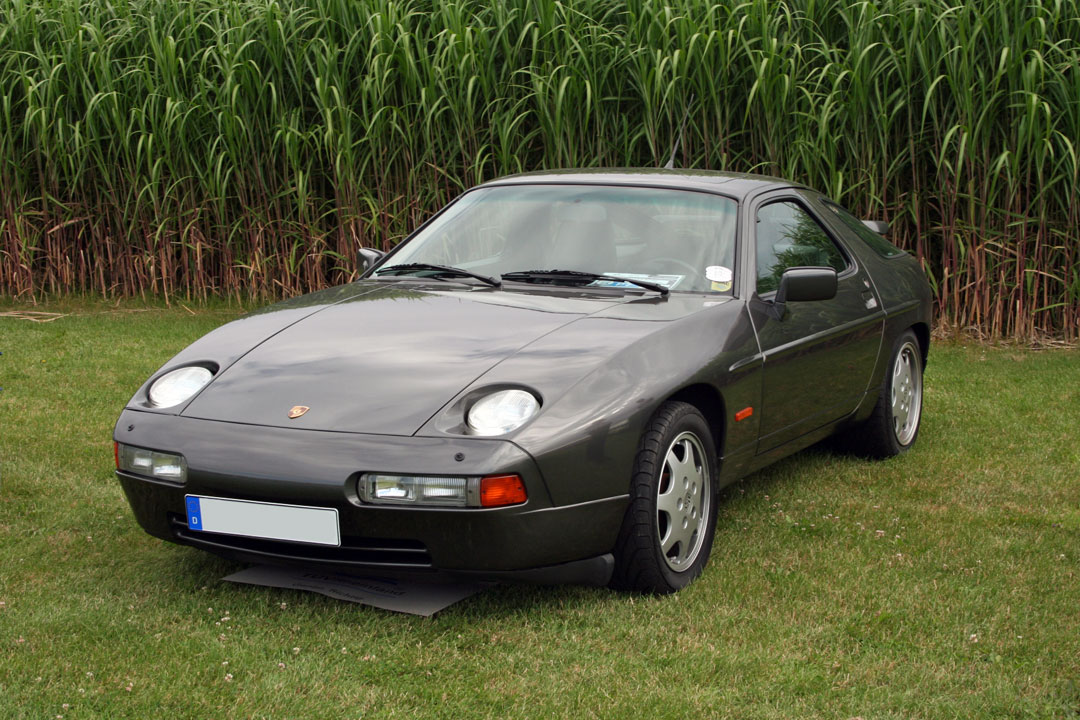
Der Porsche 928 S4

Mit dem Jahr 1987 wurde als Nachfolger des 928 S der Porsche 928 S4 vermarktet. Beim neuen Modell wurden der Motor und die Karosserie weiter verbessert. Der Motor lieferte aus 4957 cm³ Hubraum eine Leistung von 235 kW (320 PS) bei 6000/min. Basis war laut dem für Antriebsentwicklung zuständigen Hauptabteilungsleiter Paul Hensler der bereits im 928 S mit Katalysator verwendete V8-Motor mit Vierventiltechnik. Im Gegensatz zu diesem wurde der neue Motor auf bleifreies Superbenzin ausgelegt und lieferte mit und ohne Katalysator die gleiche Leistung.
Der 928 S4 konnte sowohl mit Fünfgang-Schaltgetriebe als auch mit Viergangautomatik bestellt werden. Der größte Teil der Kunden bevorzugte jedoch die Variante mit Automatikgetriebe.

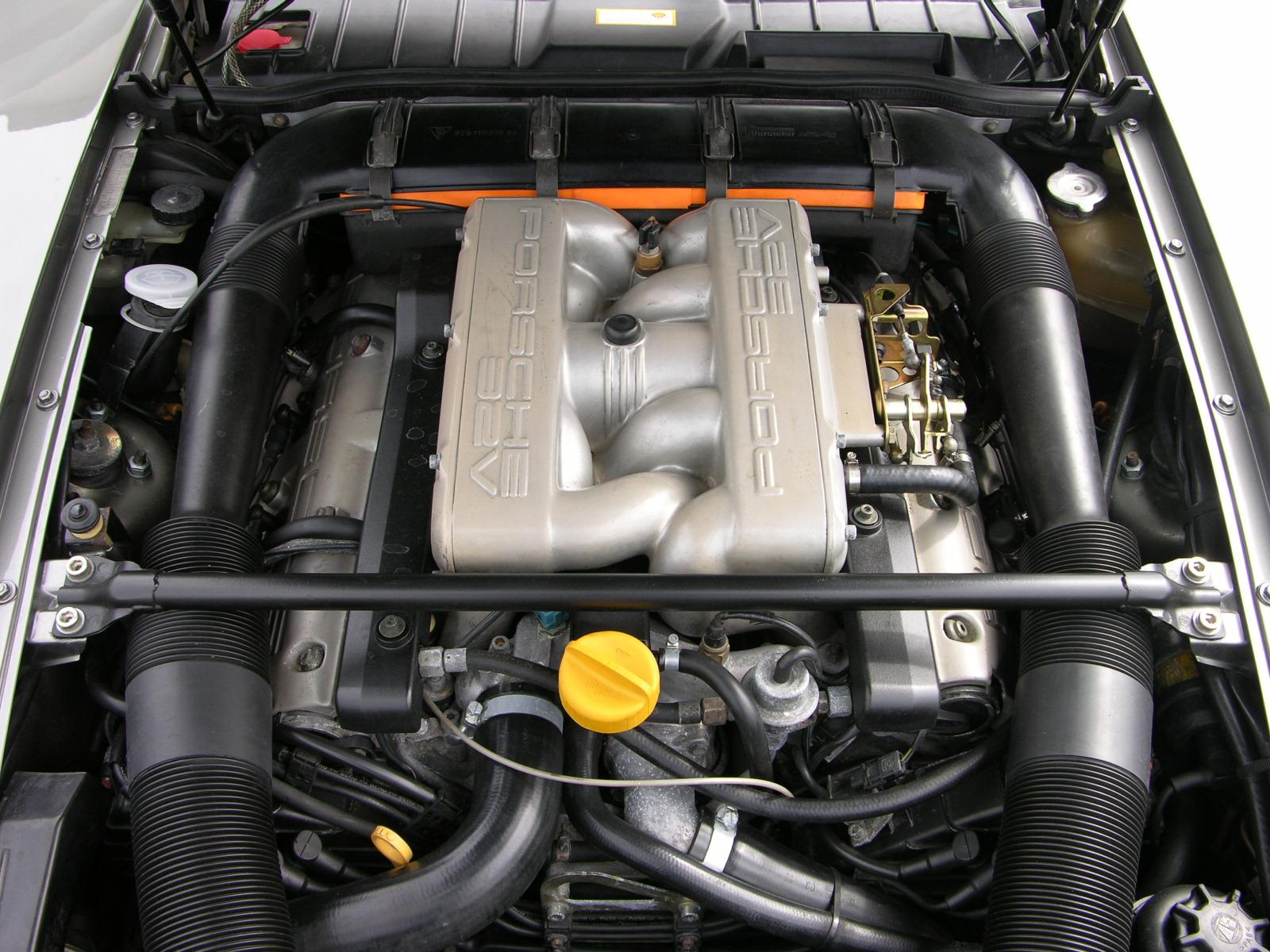
Der V8-Motor des Porsche 928 S4

Des Weiteren wurde die Form des Fahrzeugs verändert und so der Luftwiderstandsbeiwert (Cw) auf 0,34 verbessert. Erreicht wurde dies durch einen geänderten Bug mit neuen Nebel- und Zusatzscheinwerfern, einen modifizierten Frontspoiler mit Öffnungen für die Bremsenbelüftung, ein neu gestaltetes Heckteil mit anderen Leuchten und geändertem Spoiler sowie eine Unterbodenverkleidung.
Ebenfalls wurde die Kühlluftregelung neu entwickelt. Die durch Stellmotoren bewegten Klappen ließen nur noch soviel Luft durch den Motorraum strömen, wie zur Kühlung der Aggregate und für die Klimaanlage benötigt wurde. Dies trug ebenfalls zum geringeren Luftwiderstand bei.
Der 928 S4 erreichte bessere Fahrleistungen als die Vorgängermodelle. Für die Beschleunigung von Null auf 100 km/h benötigte der Wagen nur 5,9 s. Die Höchstgeschwindigkeit lag bei 270 km/h und bei 265 km/h bei den Fahrzeugen mit Automatikgetriebe.
Im Jahr 1988 wartete der 928 S4 nur mit geringen Veränderungen auf, hauptsächlich an der Innenausstattung. Die Serienausstattung wurde durch einen elektronisch arbeitenden Tempomaten und ein Lautsprecherklangpaket aufgewertet. Als zusätzliche Extras gab es Raffleder-Sitzbezüge, und auf Wunsch wurden die nötigen Vorbereitungen zum Einbau eines C-Netz-Telefons getroffen.

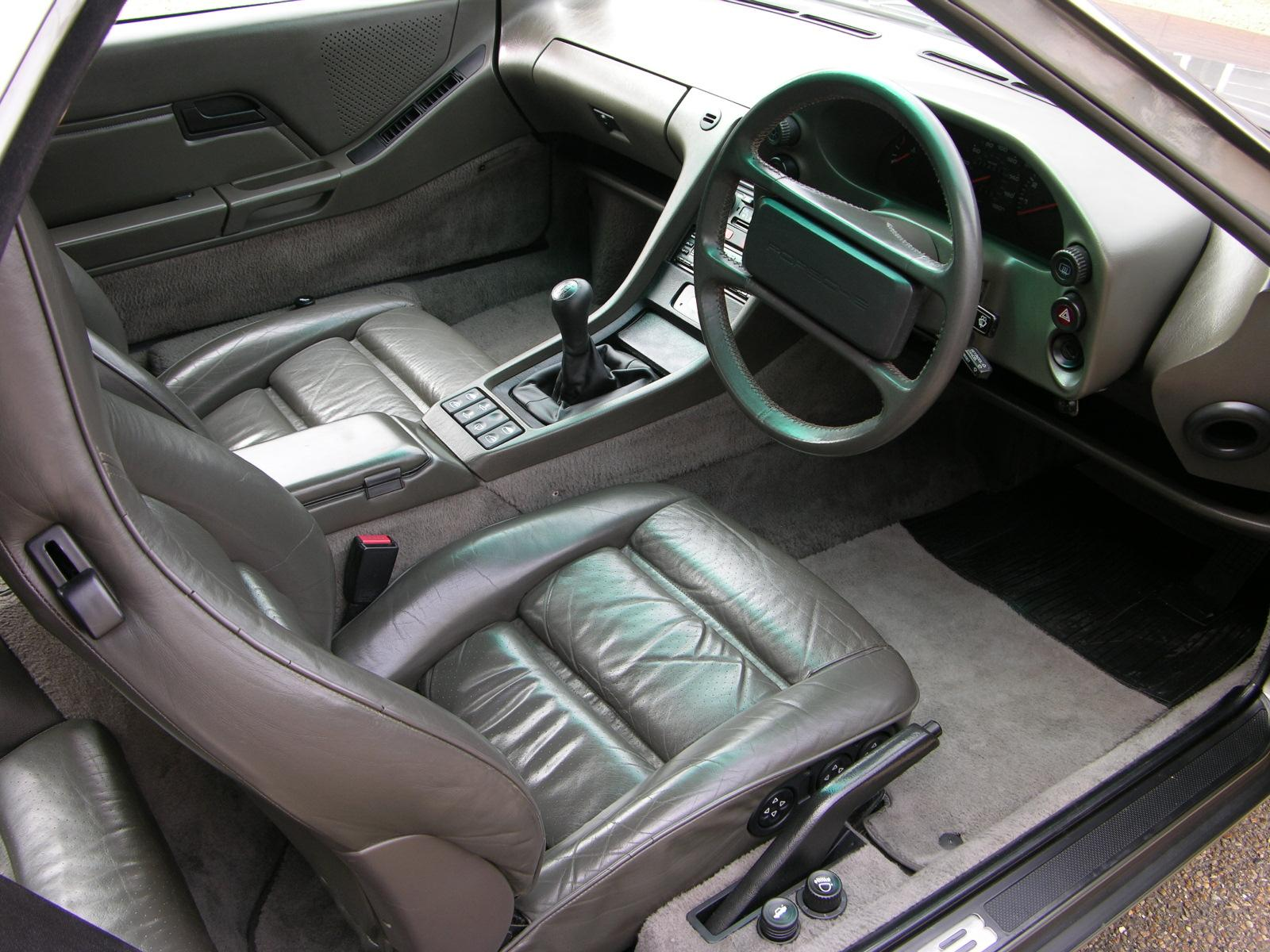
Der Innenraum des Porsche 928 S4
(Rechtslenkerausführung)

„Der 928 ist ein Diamant, der durch einen Feinschliff noch viel mehr strahlen wird“, lauteten die Worte des Porsche-Entwicklungsvorstands Ulrich Bez, der die Nachfolge von Helmuth Bott angetreten hatte.
Ein Jahr später wurde die 928er-Modellpalette um den sportlichen GT erweitert. Damit fiel dem S4 die Rolle der komfortablen Reiselimousine zu. Als Konsequenz war der 928 S4 nur noch mit der Viergangautomatik erhältlich. Diese wurde so überarbeitet, dass beim Anhalten nicht mehr in den ersten, sondern nur in den zweiten Gang heruntergeschaltet wurde.
Weitere Neuerungen waren das Kombiinstrument mit einem Bordcomputer sowie das elektronische Info- und Diagnose-System mit serienmäßig integriertem Reifendruck-Kontrollsystem.
Um Traktion und Fahrstabilität des 928 zu verbessern, wurde ab 1990 ein elektronisch geregeltes Sperrdifferential (Porsche-Sperr-Differential, PSD) eingebaut, dessen Sperrwirkung von Null bis 100 Prozent reichte. Der S4 erhielt im selben Jahr die Doppelrohr-Auspuffanlage, die zuvor dem GT vorbehalten war.
Ab dem Modelljahr 1991 wurde für den Porsche 928 ein Airbag-System angeboten. Zunächst aufpreispflichtig, wurden die Airbags noch im selben Modelljahr Serienausstattung.
1991 wurde die Produktion des Porsche 928 S4 wie auch der sportlichen Variante 928 GT eingestellt.

### 928 GT (1989–1991)

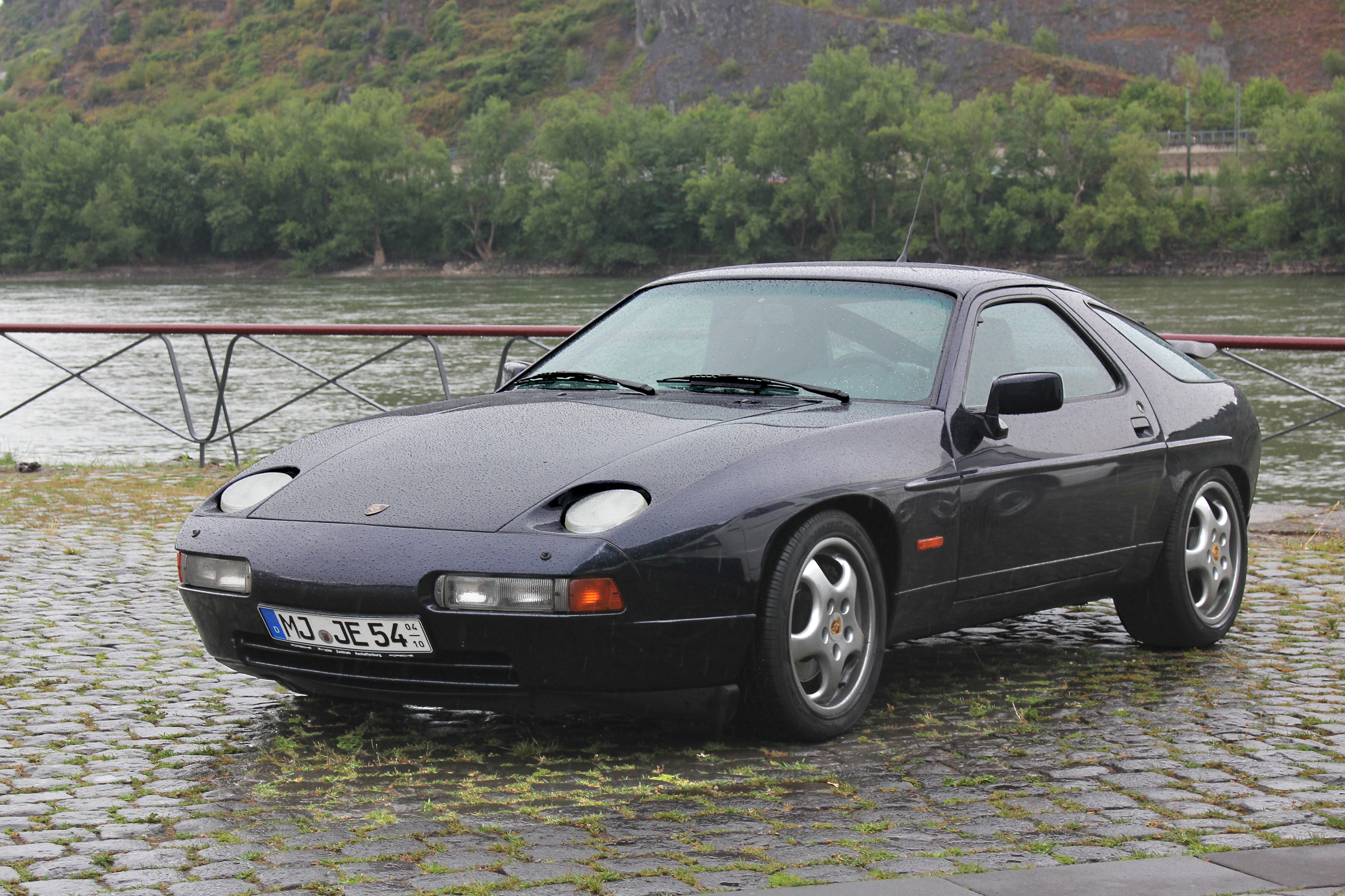
Porsche 928 GT, Baujahr 1990

Porsche wollte die Kundenwünsche besser bedienen und bot ab 1989 den 928 in zwei unterschiedlichen Versionen an. Der bereits 1987 eingeführte Porsche 928 S4 sollte die komfortbewussten Kunden ansprechen und blieb nahezu unverändert. Für die sportlich ambitionierten Fahrer führte Porsche den 928 GT neu ein. Der Fünfliter-Motor dieses Wagens leistete 243 kW (330 PS) bei 6200/min, dies wurde durch geänderte Nockenwellen, geänderte Abgasanlage (Mittel- und Endschalldämpfer) sowie angepasste Steuergerätabstimmung erreicht. Ausgeliefert wurde der Sportwagen ausschließlich mit einem Fünfgang-Schaltgetriebe.
Der Porsche 928 GT hob sich äußerlich durch einen 928-GT-Schriftzug am Heck, ein Doppelendrohr sowie durch die vom 1988 produzierten 928 S4 Clubsport bekannten 8 (VA) und 9 (HA) Zoll breiten 16’’-Schmiederäder (sog. „Clubsportfelgen“) vom S4 ab. Ab 1990 wurden die Clubsporträder durch die als „Design 90“ bekannten Gussräder der Dimension 7,5 × 16 (VA) und 9 × 16 (HA) ersetzt.
Der GT bekam einen ähnlich sportlichen Charakter wie die im Jahr zuvor verfügbare Clubsport-Version. Doch die Käufer mussten nicht auf die Luxusaccessoires verzichten. Zudem konnte man zwischen einer sportlich straffen oder einer komfortablen Stoßdämpfer-Einstellung wählen.
Das Magazin auto, motor und sport charakterisierte das GT-Modell mit den Worten: „Ein harmonischer Allround-Sportwagen, der sich zudem durch eine qualitativ hochwertige Karosserie auszeichnet, die zur Not auch einmal vier Personen Platz bietet.“
Der 928 GT erhielt während seiner kurzen Produktionszeit alle technischen Verbesserungen, die auch beim S4 umgesetzt wurden.
Die Werksangabe zum mittleren Verbrauch betrug 14,5 l/100 km.

### 928 GTS (1992–1995)

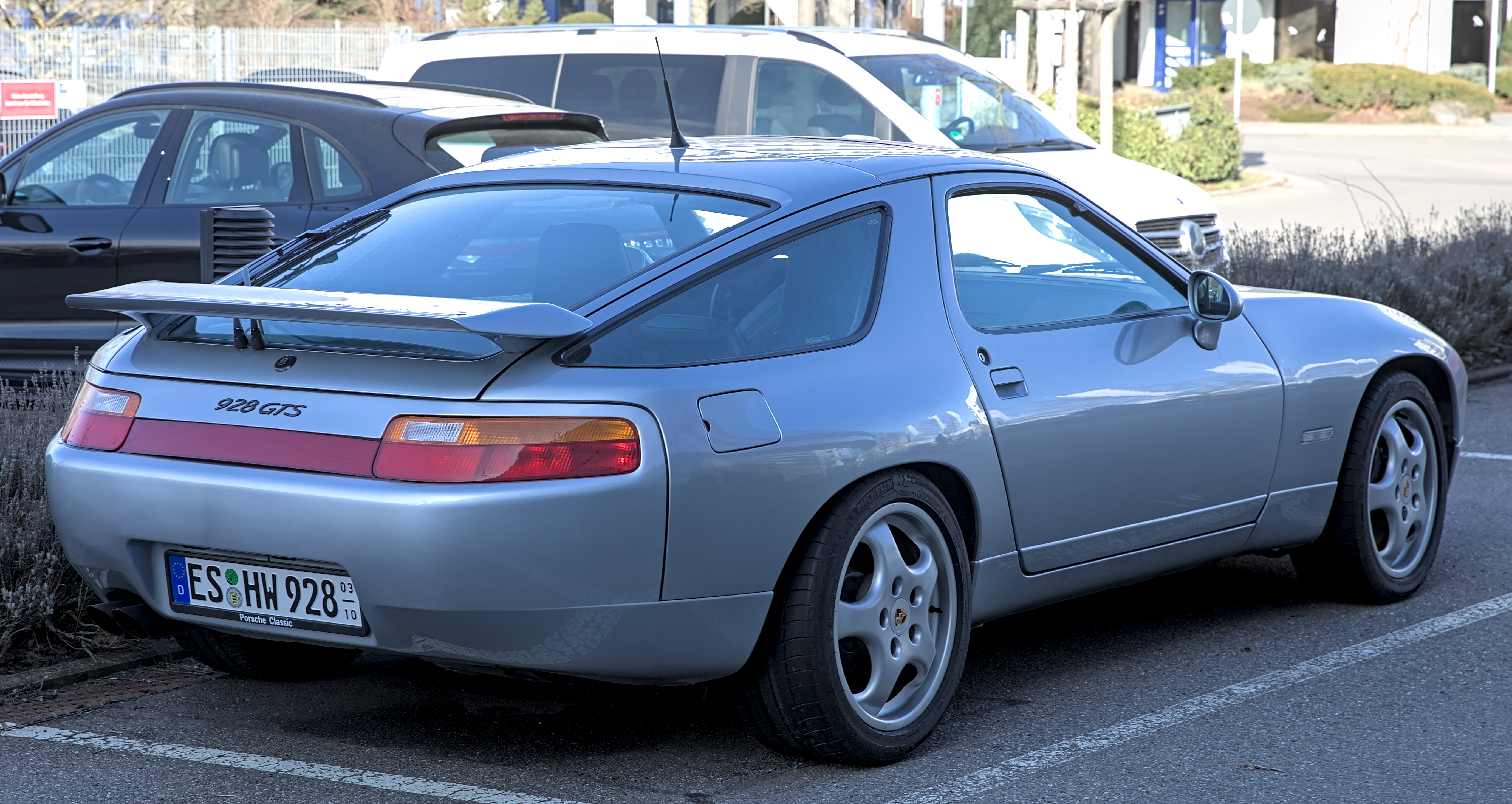
Der Porsche 928 GTS stellt die letzte Version dieser Modellreihe dar

Im Modelljahr 1992 wurde der Porsche 928 GTS vorgestellt, der den S4 und den GT ablöste. Der neue Wagen hatte einen größeren Motor, der aus einem Hubraum von 5397 cm³ (5,4 Liter) eine Leistung von 257 kW (350 PS) bei 5700/min entwickelte.
Auch das Fahrwerk und die Bremsanlage wurden überarbeitet und weiter verbessert.
Der GTS war von den Vorgängern S4 und GT durch das verbreiterte Heck und das durchgehende Leuchtenband zu unterscheiden. Der Heckflügel wurde nun in Wagenfarbe lackiert, die Außenspiegel wiesen eine neue Form auf. Ebenfalls gehörten die 17-Zoll-Leichtmetallräder im sogenannten CUP-Design zur Serienausstattung. Der 928 GTS wurde in dieser Form und Ausstattung nahezu unverändert bis zur Produktionseinstellung im Jahre 1995 angeboten. Er kostete zuletzt im Grundpreis mehr als 178.000 DM (inflationsbereinigt €152708).
Mit dem Ende des 928 verließ Porsche für mehrere Jahre das Konzept des klassischen Gran Turismo. Erst mit der Produktion des Porsche Panamera rückte wieder ein Sportwagen ins Angebot, der dazu gezählt werden kann.

## Sondermodelle
Außer den Serienmodellen stellte Porsche verschiedene Sondermodelle bzw. Kleinserienmodelle her.

### 50 Jahre Porsche (1981)

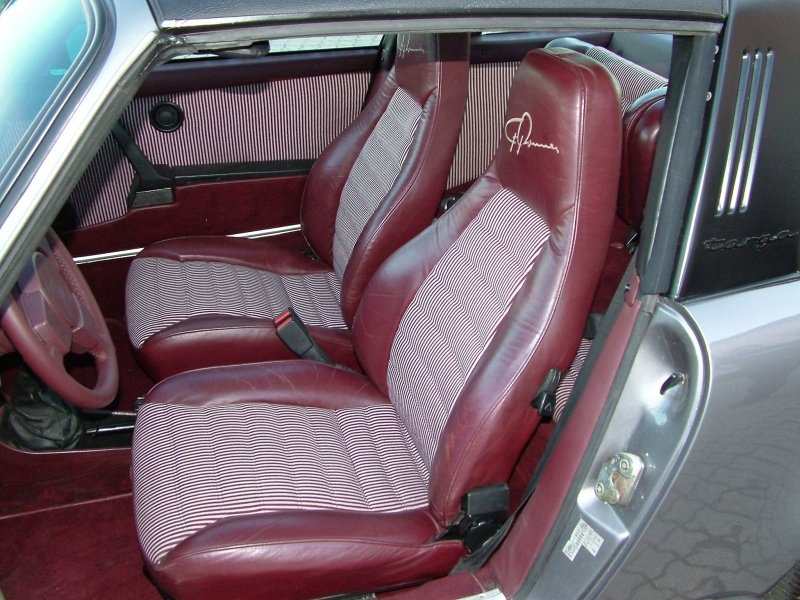
Innenraumausstattung des Sondermodells 50 Jahre Porsche am Beispiel eines Porsche 911

Ende des Jahres 1981 legte Porsche aus Anlass des 50-jährigen Firmenjubiläums eine Sonderserie von 140 Porsche 928 S in der Farbe Meteormetallic auf. Diese Wagen hatten eine aufwendige Innenausstattung aus weinrotem Leder und Stoff, die bei den Serienmodellen nicht angeboten wurde. Auf den Kopfstützen war der Schriftzug F. Porsche aufgestickt.
Es wurden auch 600 Porsche 924 in der Farbe Zinnmetallic und 200 Porsche 911 SC in Meteormetallic in dieser Sonderausstattung angeboten.

### 928 S4 Clubsport (1988)

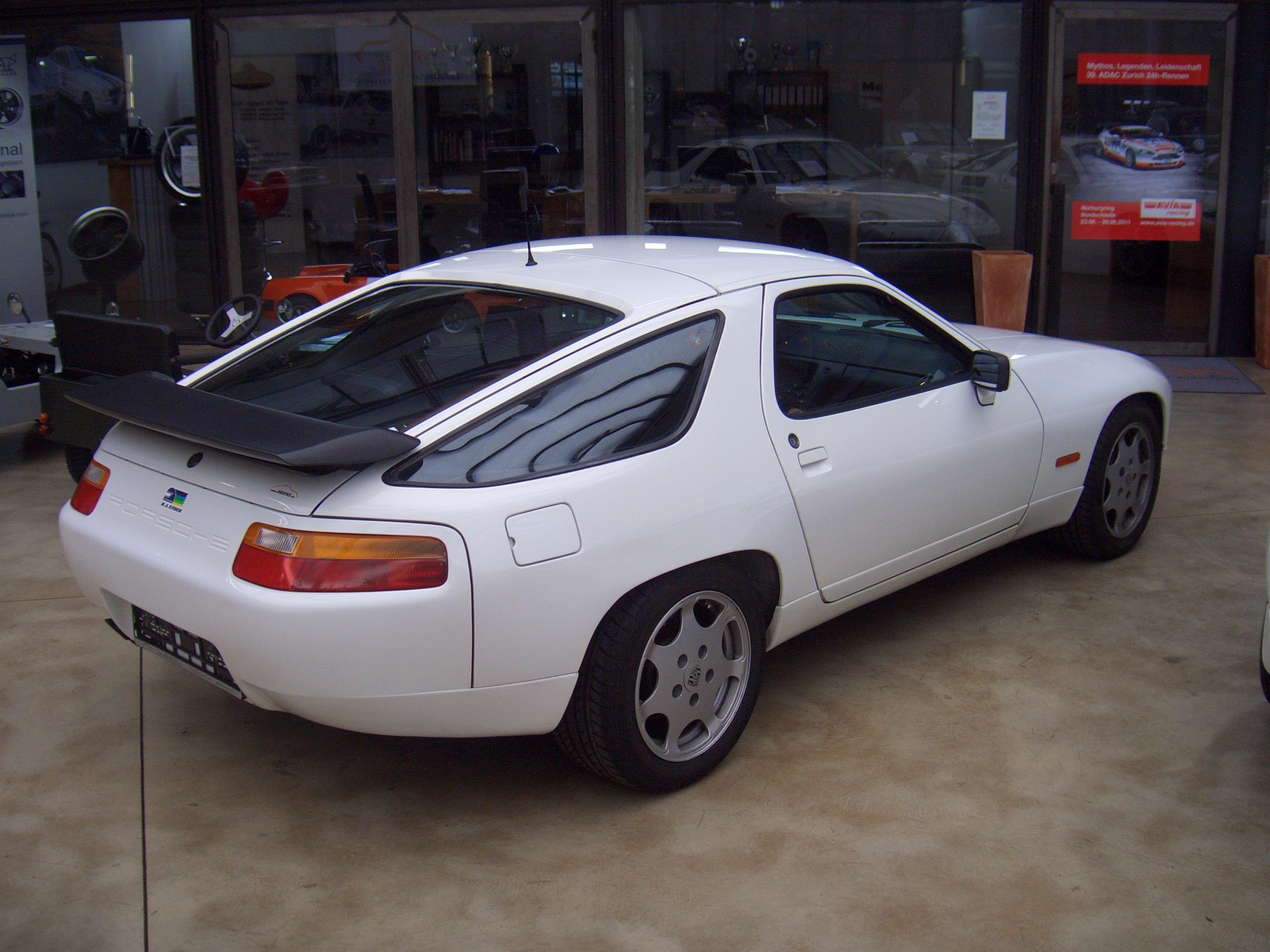
Der Porsche 928 S4 Clubsport

Im Jahr 1988 brachte Porsche eine sportliche Version des 928 S4 heraus. Dieser Wagen hatte die Bezeichnung 928 S4 Clubsport und war gegenüber der Serienversion um über 120 kg leichter. Erreicht wurde die Gewichtsreduzierung durch den Verzicht auf den PVC-Unterbodenschutz, durch leichtere Räder und durch den Wegfall einiger Komfortelemente.
Der leicht modifizierte Motor des S4 leistete 235 kW (320 PS). Er hatte schärfere Nockenwellen und andere Steuergeräte für Einspritzung und Zündung. Der Clubsport wurde nur mit dem Fünfgang-Schaltgetriebe ausgeliefert. Das Fahrzeug repräsentierte so besonders die Vorstellungen des damaligen Vorstandsvorsitzenden Heinz Branitzki von einem Sportwagen. Branitzki sagte: „Ein Porsche muss leicht und schnell sein und eine Menge Fahrspaß vermitteln.“
Unterstützt wurde diese Aussage durch Messungen des Magazins auto, motor und sport, das ein Vorserienmodell testen konnte. „Die Erleichterung um 125 kg zeigt bei den Fahrleistungen unverkennbare Wirkung“, lautete das Urteil. Im Test beschleunigte das Fahrzeug laut Messungen des Magazins in 5,7 Sekunden aus dem Stand auf 100 km/h und erreichte eine maximale Geschwindigkeit von 276 km/h.

## Sonderaufbauten

### Viersitzer (Porsche 942)

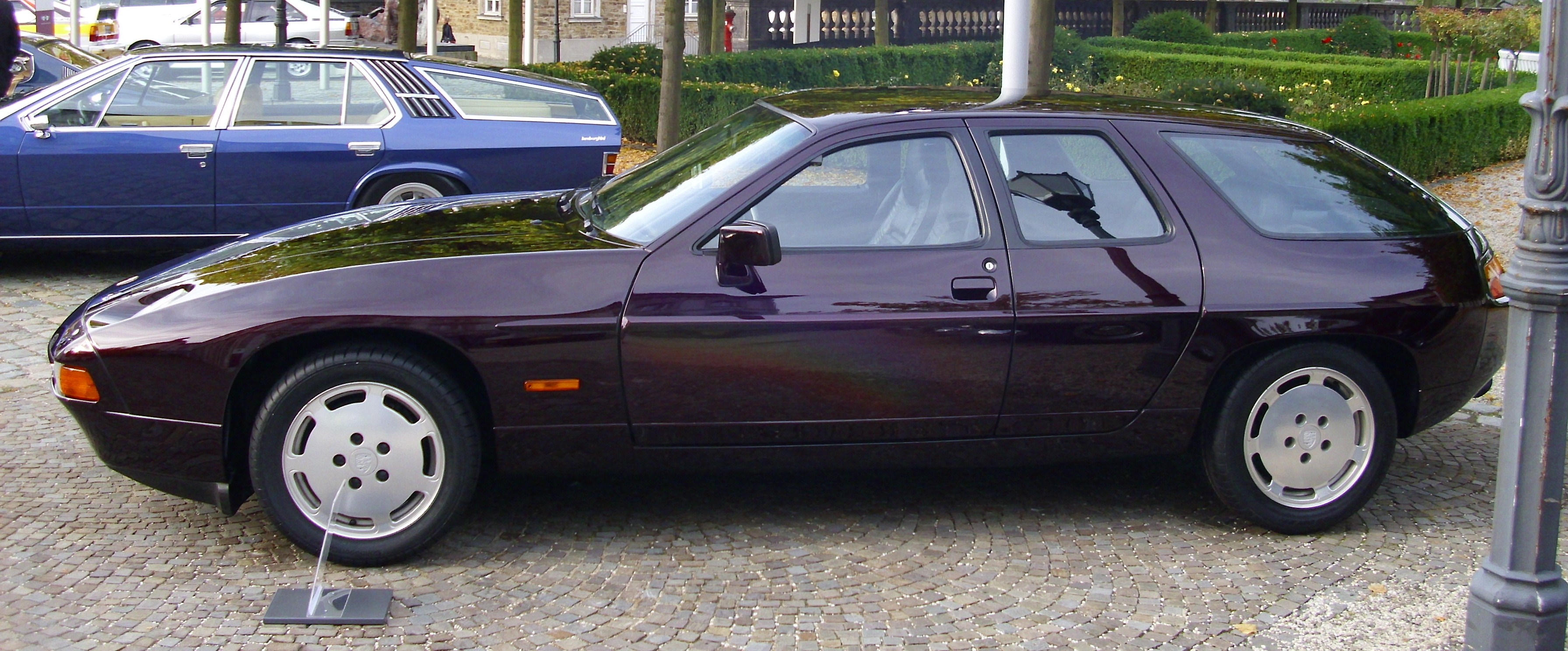
Porsche 928 Viertürer von 1987

1984 plante Porsche eine längere Version des 928 und beauftragte den Designer Anatole Lapine mit der Gestaltung des intern 928-4 genannten Wagens.
Lapine verlängerte die Rohkarosse eines 928 S um 250 mm auf 4,77 Meter. Um das Einsteigen auf den Fondplätzen zu erleichtern, wurde die B-Säule senkrecht gestellt. Das Gewicht des Wagens nahm durch diese Maßnahmen um 75 kg auf 1625 kg zu. Durch die Verlängerung wuchs der Wendekreis auf 12,5 Meter. Außerdem vergrößerte Porsche die hintere Spurweite um 25 mm auf 1564 mm, während die vordere Spurweite unverändert blieb.
Dieser auch Porsche 942 genannte Wagen wurde Ferry Porsche zu seinem 75. Geburtstag am 19. September 1984 überreicht. Das Fahrzeug hatte schon den Motor mit 228 kW (310 PS). Die vordere Stoßstange entsprach bereits dem Bugteil des 928 S4 von 1987. Die Karosserie war in einem Dunkelgrünmetallic lackiert. Die sehr umfangreiche Innenausstattung umfasste eine Klimaanlage, einen Tempomaten, eine Alarmanlage, ein Blaupunkt-Stereoradio Typ Köln, eine Fensterantenne und ein Telefon. Der Wagen blieb jedoch ein Einzelstück. Denn wegen der geringeren Karosseriesteifigkeit gegenüber dem Standardmodell entschied Porsche, das Modell nicht in Serie zu bauen.
Im Mai 1987 erteilte Porsche-Chef Peter W. Schutz dem Cabriospezialisten American Specialty Cars (ASC) den Auftrag für eine Machbarkeitsstudie eines viersitzigen 928. Basierend auf den Erfahrungen mit dem Einzelstück von 1984 entstand ein Modell mit kombiähnlichem Heck und auf ASC-Eigeninitiative noch eines mit Fließheck. Beide Fahrzeuge hatten im Gegensatz zum Ferry-Porsche-Jubiläumsfahrzeug zusätzliche Fondtüren, die gegenläufig öffneten. Es kam jedoch nicht zur Serienfertigung.

### Kombi

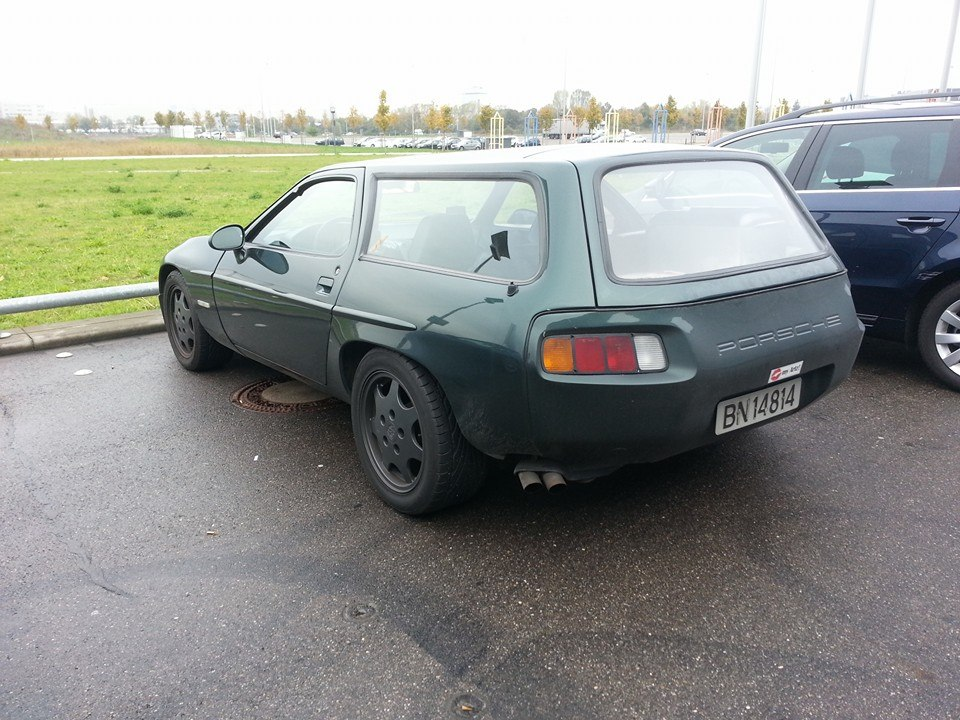
Porsche 928 Kombi

Das in Hannover ansässige Tuningunternehmen Artz entwickelte 1983 auf der Basis des 928 einen zweitürigen Kombi mit der Bezeichnung Porsche 928 S Break. Die Technik des 928 blieb unverändert; die Karosserie wurde mit einem waagerecht verlaufenden Dach, einer steiler stehenden C-Säule und breiten hinteren Seitenfenstern versehen. Nach Darstellung des Unternehmensinhabers Günter Artz sei die Karosserie des Kombis aerodynamisch günstiger als die des Coupés; daraus resultiere eine höhere Höchstgeschwindigkeit von 261 km/h. Die Umbaukosten beliefen sich auf 30.000 DM.

### Offene Versionen

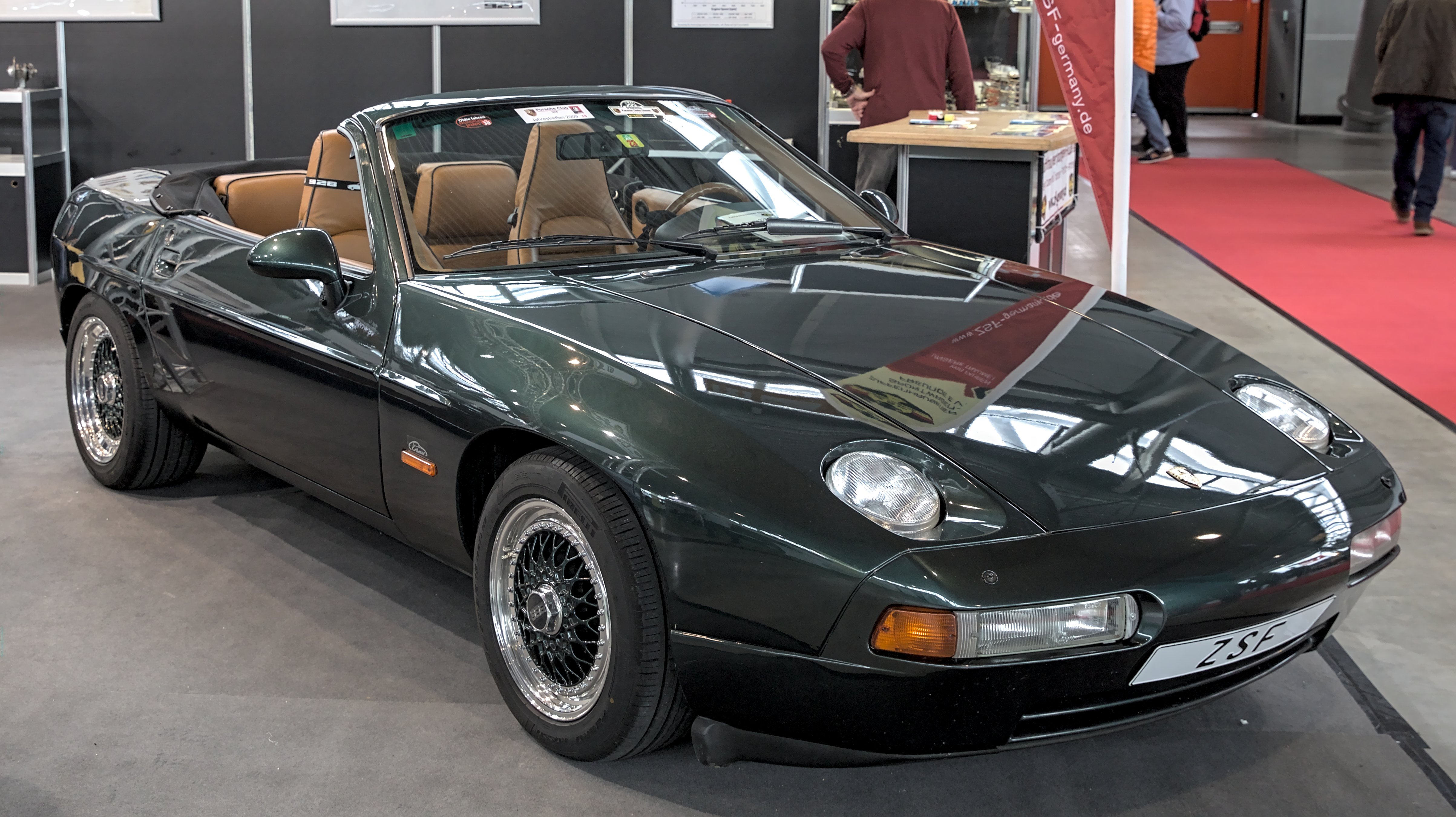
Porsche 928 Cabriolet von Jurinek

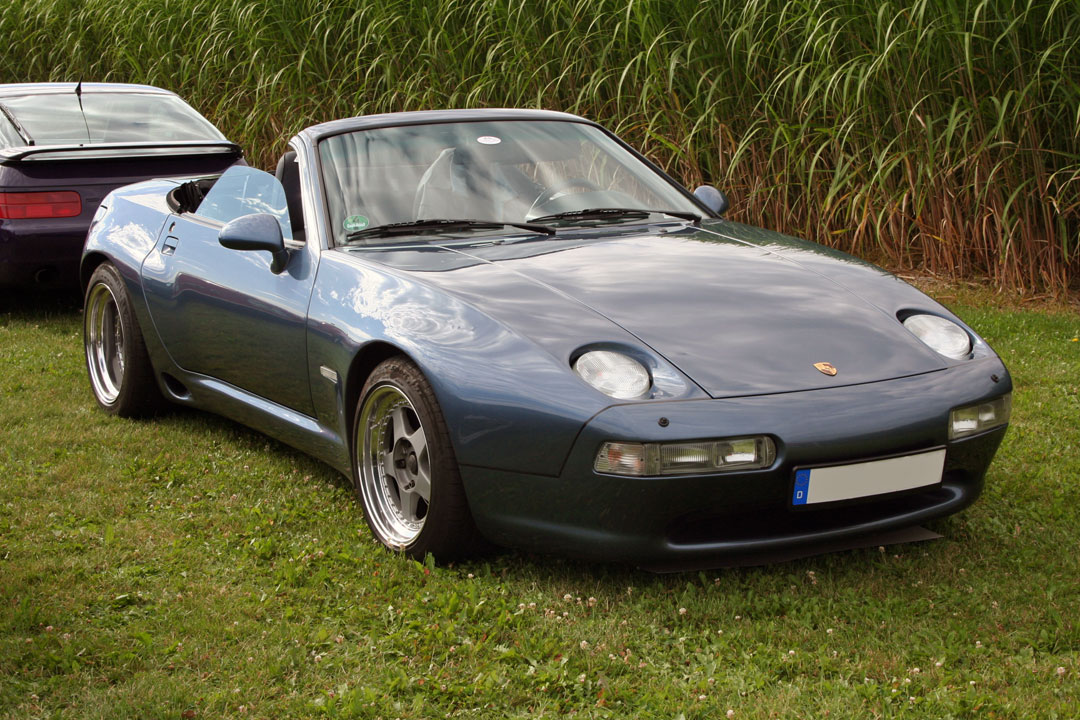
Porsche 928 GTS zum Cabriolet umgebaut und verbreitert

Zahlreiche Werkstätten boten im Laufe der 1980er-Jahre Cabrioletversionen des 928 an, unter ihnen das Tuningunternehmen bb Auto Exklusiv Service von Rainer Buchmann aus Frankfurt am Main. Hier entstanden Ausführungen mit Stoffverdeck sowie Targaversionen.

## Technische Daten
Der Porsche 928 wurde von 1977 bis 1995 in folgenden Ausführungen für den deutschen Markt produziert:
| Porsche 928                | 928 | 928 S (bis Mj. 1984) | 928 S (ab Mj. 1984) | 928 S mit KAT (ab Mj. 1986) | 928 S4 | 928 GT | 928 GTS |
| -------------------------- | --- | --- | --- | --- | --- | --- | --- |
| Motor:                     | 8-Zylinder-V-Motor (Viertakt) | 8-Zylinder-V-Motor (Viertakt) | 8-Zylinder-V-Motor (Viertakt) | 8-Zylinder-V-Motor (Viertakt) | 8-Zylinder-V-Motor (Viertakt) | 8-Zylinder-V-Motor (Viertakt) | 8-Zylinder-V-Motor (Viertakt) |
| Hubraum:                   | 4474 cm³ | 4664 cm³ | 4664 cm³ | 4957 cm³ | 4957 cm³ | 4957 cm³ | 5397 cm³ |
| Bohrung × Hub:             | 95,0 × 78,9 mm | 97,0 × 78,9 mm | 97,0 × 78,9 mm | 100,0 × 78,9 mm | 100,0 × 78,9 mm | 100,0 × 78,9 mm | 100,0 × 85,9 mm |
| Leistung bei 1/min:        | 176 kW (240 PS) 5500 | 221 kW (300 PS) 5900 | 228 kW (310 PS) 5900 | 212 kW (288 PS) 5750 | 235 kW (320 PS) 6000 | 243 kW (330 PS) 6200 | 257 kW (350 PS) 5700 |
| Max. Drehmoment bei 1/min: | 350 Nm 3600 | 385 Nm 4500 | 400 Nm 4100 | 410 Nm 2700 | 430 Nm 3000 | 430 Nm 4100 | 500 Nm 4250 |
| Verdichtung:               | 8,5 : 1 | 10,0 : 1 | 10,4 : 1 | 9,3 : 1 | 10,0 : 1 | 10,0 : 1 | 10,4 : 1 |
| Ventilsteuerung:           | OHC, eine obenliegende Nockenwelle je Zylinderreihe Antrieb über Zahnriemen | OHC, eine obenliegende Nockenwelle je Zylinderreihe Antrieb über Zahnriemen | OHC, eine obenliegende Nockenwelle je Zylinderreihe Antrieb über Zahnriemen | DOHC, zwei obenliegende Nockenwellen je Zylinderreihe Antrieb über Zahnriemen | DOHC, zwei obenliegende Nockenwellen je Zylinderreihe Antrieb über Zahnriemen | DOHC, zwei obenliegende Nockenwellen je Zylinderreihe Antrieb über Zahnriemen | DOHC, zwei obenliegende Nockenwellen je Zylinderreihe Antrieb über Zahnriemen |
| Kühlung:                   | Wasserkühlung | Wasserkühlung | Wasserkühlung | Wasserkühlung | Wasserkühlung | Wasserkühlung | Wasserkühlung |
| Getriebe:                  | alle Typen mit Hinterradantrieb und 5-Gang-Getriebe; 928 und 928 S a. W. mit 3-Gang-Automatik, ab 1984 wahlw. 4-Gang-Automatik beim 928 S; 928 S4 und 928 GTS wahlw. 4-Gang-Automatik (ab 1990 mit elektronisch geregeltem Sperrdifferential) 928 S4 ab 1989 ausschließlich 4-Gang-Automatik | alle Typen mit Hinterradantrieb und 5-Gang-Getriebe; 928 und 928 S a. W. mit 3-Gang-Automatik, ab 1984 wahlw. 4-Gang-Automatik beim 928 S; 928 S4 und 928 GTS wahlw. 4-Gang-Automatik (ab 1990 mit elektronisch geregeltem Sperrdifferential) 928 S4 ab 1989 ausschließlich 4-Gang-Automatik | alle Typen mit Hinterradantrieb und 5-Gang-Getriebe; 928 und 928 S a. W. mit 3-Gang-Automatik, ab 1984 wahlw. 4-Gang-Automatik beim 928 S; 928 S4 und 928 GTS wahlw. 4-Gang-Automatik (ab 1990 mit elektronisch geregeltem Sperrdifferential) 928 S4 ab 1989 ausschließlich 4-Gang-Automatik | alle Typen mit Hinterradantrieb und 5-Gang-Getriebe; 928 und 928 S a. W. mit 3-Gang-Automatik, ab 1984 wahlw. 4-Gang-Automatik beim 928 S; 928 S4 und 928 GTS wahlw. 4-Gang-Automatik (ab 1990 mit elektronisch geregeltem Sperrdifferential) 928 S4 ab 1989 ausschließlich 4-Gang-Automatik | alle Typen mit Hinterradantrieb und 5-Gang-Getriebe; 928 und 928 S a. W. mit 3-Gang-Automatik, ab 1984 wahlw. 4-Gang-Automatik beim 928 S; 928 S4 und 928 GTS wahlw. 4-Gang-Automatik (ab 1990 mit elektronisch geregeltem Sperrdifferential) 928 S4 ab 1989 ausschließlich 4-Gang-Automatik | alle Typen mit Hinterradantrieb und 5-Gang-Getriebe; 928 und 928 S a. W. mit 3-Gang-Automatik, ab 1984 wahlw. 4-Gang-Automatik beim 928 S; 928 S4 und 928 GTS wahlw. 4-Gang-Automatik (ab 1990 mit elektronisch geregeltem Sperrdifferential) 928 S4 ab 1989 ausschließlich 4-Gang-Automatik | alle Typen mit Hinterradantrieb und 5-Gang-Getriebe; 928 und 928 S a. W. mit 3-Gang-Automatik, ab 1984 wahlw. 4-Gang-Automatik beim 928 S; 928 S4 und 928 GTS wahlw. 4-Gang-Automatik (ab 1990 mit elektronisch geregeltem Sperrdifferential) 928 S4 ab 1989 ausschließlich 4-Gang-Automatik |
| Bremsen:                   | Scheibenbremsen (innenbelüftet), ab 1986 mit ABS | Scheibenbremsen (innenbelüftet), ab 1986 mit ABS | Scheibenbremsen (innenbelüftet), ab 1986 mit ABS | Scheibenbremsen (innenbelüftet), ab 1986 mit ABS | Scheibenbremsen (innenbelüftet), ab 1986 mit ABS | Scheibenbremsen (innenbelüftet), ab 1986 mit ABS | Scheibenbremsen (innenbelüftet), ab 1986 mit ABS |
| Radaufhängung vorn:        | Doppelquerlenkerachse, Stabilisator | Doppelquerlenkerachse, Stabilisator | Doppelquerlenkerachse, Stabilisator | Doppelquerlenkerachse, Stabilisator | Doppelquerlenkerachse, Stabilisator | Doppelquerlenkerachse, Stabilisator | Doppelquerlenkerachse, Stabilisator |
| Radaufhängung hinten:      | Einzelradaufhängung mit Trapezlenker und Querstütze, Stabilisator, spurstabilisierende Lagerung des unteren Trapezlenkers („Weissach-Achse“) | Einzelradaufhängung mit Trapezlenker und Querstütze, Stabilisator, spurstabilisierende Lagerung des unteren Trapezlenkers („Weissach-Achse“) | Einzelradaufhängung mit Trapezlenker und Querstütze, Stabilisator, spurstabilisierende Lagerung des unteren Trapezlenkers („Weissach-Achse“) | Einzelradaufhängung mit Trapezlenker und Querstütze, Stabilisator, spurstabilisierende Lagerung des unteren Trapezlenkers („Weissach-Achse“) | Einzelradaufhängung mit Trapezlenker und Querstütze, Stabilisator, spurstabilisierende Lagerung des unteren Trapezlenkers („Weissach-Achse“) | Einzelradaufhängung mit Trapezlenker und Querstütze, Stabilisator, spurstabilisierende Lagerung des unteren Trapezlenkers („Weissach-Achse“) | Einzelradaufhängung mit Trapezlenker und Querstütze, Stabilisator, spurstabilisierende Lagerung des unteren Trapezlenkers („Weissach-Achse“) |
| Federung vorn:             | Schraubenfedern, hydraulische Teleskopstoßdämpfer | Schraubenfedern, hydraulische Teleskopstoßdämpfer | Schraubenfedern, hydraulische Teleskopstoßdämpfer | Schraubenfedern, hydraulische Teleskopstoßdämpfer | Schraubenfedern, hydraulische Teleskopstoßdämpfer | Schraubenfedern, hydraulische Teleskopstoßdämpfer | Schraubenfedern, hydraulische Teleskopstoßdämpfer |
| Federung hinten:           | Schraubenfedern, hydraulische Teleskopstoßdämpfer | Schraubenfedern, hydraulische Teleskopstoßdämpfer | Schraubenfedern, hydraulische Teleskopstoßdämpfer | Schraubenfedern, hydraulische Teleskopstoßdämpfer | Schraubenfedern, hydraulische Teleskopstoßdämpfer | Schraubenfedern, hydraulische Teleskopstoßdämpfer | Schraubenfedern, hydraulische Teleskopstoßdämpfer |
| Karosserie:                | selbsttragende Stahlkarosserie | selbsttragende Stahlkarosserie | selbsttragende Stahlkarosserie | selbsttragende Stahlkarosserie | selbsttragende Stahlkarosserie | selbsttragende Stahlkarosserie | selbsttragende Stahlkarosserie |
| Spurweite v/h (mm):        | 1551/1530 | 1549/1521 | 1549/1521 | 1549/1521 | 1551/1546 | 1551/1615 | 1551/1615 |
| Radstand:                  | 2500 mm | 2500 mm | 2500 mm | 2500 mm | 2500 mm | 2500 mm | 2500 mm |
| Reifen/Felgen:             | 215/60 VR 15 auf 7J × 15 | 225/50 ZR 16 auf 7J × 16 | 225/50 ZR 16 auf 7J × 16 | 225/50 ZR 16 auf 7J × 16 | VA: 225/50 VR 16 auf 7J × 16 HA: 245/45 VR 16 auf 8J × 16 | VA: 225/50 ZR 16 auf 8J × 16 HA: 245/45 ZR 16 auf 9J × 16 | VA: 225/45 ZR 17 auf 7½J × 17 HA: 255/40 ZR 17 auf 9J × 17 |
| Maße L × B × H:            | 4447 × 1836 × 1313 mm | 4447 × 1836 × 1282 mm | 4447 × 1836 × 1282 mm | 4447 × 1836 × 1282 mm | 4520 × 1836 × 1282 mm | 4520 × 1836 × 1282 mm | 4520 × 1890 × 1282 mm |
| Leergewicht:               | 1450 kg | 1450 kg | 1450 kg | 1530 kg | 1580 kg (Automatik 1600 kg) | 1580 kg | 1620 kg |
| Höchstgeschwindigkeit:     | 230 km/h | 250 km/h | 255 km/h | 250 km/h | 270 km/h (Automatik 265 km/h) | 275 km/h | 275 km/h |
| Beschleunigung 0–100 km/h: | 6,8 s | 6,6 s | 6,2 s | 6,1 s (Automatik 6,6 s) | 5,9 s | 5,8 s | 5,7 s (Automatik 5,9 s) |

Außer dem Serienmodell des 928 S4 wurde 1988 auch ein Sondermodell, der Porsche 928 S4 Clubsport (CS), mit überarbeitetem Motor (offiziell ebenfalls 235 kW/320 PS) und verringertem Gewicht angeboten.

## Stückzahlen
| Jahr                  | 1977 | 1978 | 1979 | 1980 | 1981 | 1982 | 1983 | 1984 | 1985 | 1986 | 1987 | 1988 | 1989 | 1990 | 1991 | 1992 | 1993 | 1994 | 1995 |
| --------------------- | ---- | ---- | ---- | ---- | ---- | ---- | ---- | ---- | ---- | ---- | ---- | ---- | ---- | ---- | ---- | ---- | ---- | ---- | ---- |
| 928-Modelle insgesamt | 1290 | 4927 | 4706 | 4175 | 4087 | 4510 | 4200 | 4601 | 5356 | 4617 | 5403 | 3663 | 2919 | 3088 | 2037 | 995  | 811  | 622  | 403  |

Quelle: Werner Oswald, Deutsche Autos 1945–1990. Motorbuch Verlag, Stuttgart 2001.

## Preisentwicklung auf dem Gebrauchtwagenmarkt
Der Porsche 928 ist inzwischen ein hochpreisiger Klassiker. Die Preise für Fahrzeuge in makellosem Zustand sind von 2005 bis 2010 auf dem deutschen Markt um mehr als 50 % gestiegen. Kostete ein Porsche 928 der ersten Baureihe 2005 noch 14.000 Euro, so waren es 2010 bereits 22.500 Euro. Andere Quellen notieren für einen frühen 928 im Zustand „2“ (gut, unrestauriert) einen Preis von 19.000 Euro.

## Motorsport
Im Motorsport wurde der Porsche 928 kaum eingesetzt. Die wenigen Renneinsätze beschränkten sich z. B. auf einige Rennen innerhalb der Sportwagen-Weltmeisterschaft in der Gruppe B in den Jahren 1983 und 1984 durch private Teams. Dabei wurde der 928 auch in beiden Jahren bei den 24-Stunden-Rennen von Le Mans eingesetzt, wo er 1984 auf den 22. Platz gefahren wurde.
Die eingesetzten Wagen basierten auf den 928 S und waren für die Renneinsätze mit einem modifizierten Motor und einem zusätzlichen Ölkühler versehen. Die Bremsanlage war leistungsfähiger und entsprach der des Porsche 917. Im Innenraum war ein Überrollkäfig aus Aluminium eingebaut.

| Sportwagen-Weltmeisterschaft 1983    | Sportwagen-Weltmeisterschaft 1983 | Sportwagen-Weltmeisterschaft 1983 | Sportwagen-Weltmeisterschaft 1983             | Sportwagen-Weltmeisterschaft 1983 | Sportwagen-Weltmeisterschaft 1983 | Sportwagen-Weltmeisterschaft 1983 |
| Rennen                               | Rennen                            | Rennen                            | Rennen                                        | Rennen                            | Rennen                            | Rennen                            |
| Pos.                                 | Nr.                               | Team                              | Fahrer                                        | Chassistyp                        | Motortyp                          | Ausfallgrund                      |
| ------------------------------------ | --------------------------------- | --------------------------------- | --------------------------------------------- | --------------------------------- | --------------------------------- | --------------------------------- |
| 24-Stunden-Rennen von Le Mans        |                                   |                                   |                                               |                                   |                                   |                                   |
| 21                                   | 97                                | Raymond Boutinaud                 | Raymond Boutinaud Patrick Gonin Alain le Page | 928 S                             | 4,7 l                             | nicht klassiert                   |
| 1000-km-Rennen von Spa-Francorchamps |                                   |                                   |                                               |                                   |                                   |                                   |
|                                      | 97                                | Probst & Mentel                   | Helge Probst Knut Mentel Norbert Haug         | 928 S                             | 4,7 l                             | Motorschaden                      |

| Sportwagen-Weltmeisterschaft 1984 | Sportwagen-Weltmeisterschaft 1984 | Sportwagen-Weltmeisterschaft 1984 | Sportwagen-Weltmeisterschaft 1984                 | Sportwagen-Weltmeisterschaft 1984 | Sportwagen-Weltmeisterschaft 1984 | Sportwagen-Weltmeisterschaft 1984 |
| Rennen                            | Rennen                            | Rennen                            | Rennen                                            | Rennen                            | Rennen                            | Rennen                            |
| Pos.                              | Nr.                               | Team                              | Fahrer                                            | Chassistyp                        | Motortyp                          | Ausfallgrund                      |
| --------------------------------- | --------------------------------- | --------------------------------- | ------------------------------------------------- | --------------------------------- | --------------------------------- | --------------------------------- |
| 1000-km-Rennen von Silverstone    |                                   |                                   |                                                   |                                   |                                   |                                   |
|                                   | 107                               | Raymond Boutinaud                 | Raymond Boutinaud Philippe Renault Gilles Guinand | 928 S                             | 4,7 l                             | ?                                 |
| 24-Stunden-Rennen von Le Mans     |                                   |                                   |                                                   |                                   |                                   |                                   |
| 22                                | 107                               | Raymond Boutinaud                 | Raymond Boutinaud Philippe Renault Gilles Guinand | 928 S                             | 4,7 l                             |                                   |
| 1000-km-Rennen am Nürburgring     |                                   |                                   |                                                   |                                   |                                   |                                   |
|                                   | 115                               | Probst & Mentel                   | Helge Probst Knut Mentel Karl-Heinz Gürthler      | 928 S                             | 4,7 l                             | Motorschaden                      |
| 1000-km-Rennen von Brands Hatch   |                                   |                                   |                                                   |                                   |                                   |                                   |
|                                   | 107                               | Raymond Boutinaud                 | Raymond Boutinaud Gerard Brucelle Edgar Dören     | 928 S                             | 4,7 l                             | ?                                 |

## Trivia
1984 stellte Porsche seinen damaligen Porsche-Werksfahrern Jacky Ickx, Jochen Mass, Stefan Bellof und Derek Bell jeweils einen 928 S mit 228 kW (310 PS) zur Verfügung. Mit diesen Wagen fuhren sie zu ihren Einsätzen in den Langstreckenrennen. Die Fahrzeuge hatten eine spezielle Lackierung in der Farbe Grandprixweiß mit einem Rothmans-Farbstreifen nach Vorbild der Porsche-956-C-Rennwagen.
In der Porsche-Szene war und ist der 928 nicht unumstritten. Anhänger der Marke bevorzugen vielfach den 911 und sehen den 928 nicht als echten Porsche an.
MAKO-Automobile in Köln verwendeten die Motoren des 928 für Umbauten des Ford Granada und des Capri. Die Motor- und Fahrleistungen dieser Fahrzeuge lagen weit über denen der maximalen Serienleistung.
1979 baute Günter Artz einen verunfallten Porsche 928 mit Karosserieteilen eines VW Golf I neu auf und behielt vom Porsche im Wesentlichen nur Motor, Getriebe und Fahrwerk bei. Dieser eher kuriose Umbau wurde dann als „Artz-Golf“ bekannt.